# Zebrasoma desjardinii
Zebrasoma desjardinii е вид бодлоперка от семейство Acanthuridae. Видът не е застрашен от изчезване.

## Разпространение и местообитание
Разпространен е в Бангладеш, Британска индоокеанска територия, Джибути, Египет, Еритрея, Йемен, Израел, Индия (Андамански и Никобарски острови), Индонезия, Йордания, Кения, Кокосови острови, Коморски острови, Мавриций, Мадагаскар, Майот, Малайзия, Малдиви, Мианмар, Мозамбик, Реюнион, Саудитска Арабия, Сейшели, Сингапур, Сомалия, Судан, Тайланд, Танзания, Френски южни и антарктически територии (Нормандски острови), Шри Ланка и Южна Африка.
Обитава океани, морета и рифове. Среща се на дълбочина около 150 m, при температура на водата от 22,5 до 29,3 °C и соленост 34,1 – 40,3 ‰.

## Описание
На дължина достигат до 40 cm.
Популацията на вида е стабилна.